# 国見山 (福島県)
国見山（くにみやま）は、福島県南相馬市にある山である。標高は563.7m。うつくしま百名山の一つ。

## 概要
南相馬市原町区の西部に位置する。眺望が良く地元の小中学校などの校歌の歌詞にも登場する。
福島第一原子力発電所事故で居住制限区域となり、除染作業などのため、2016年まで南相馬市により立ち入りが制限されていた。その後、2019年10月の台風19号などにより、斜面の崩落があり登山道も荒れた状態となっていた。
原発事故後、不通になっていた中腹の林道国見山線（総延長7.6km）が、2024年（令和6年）4月1日に13年ぶりに再開通した。これに先立って林道沿いの展望台や休憩所の改修、中腹にあるトイレの修繕、多目的広場や駐車場の整備も完了した。